# Puig de les Forques (Maçanet de Cabrenys)
El puig de les Forques és una muntanya de 596 metres situada al municipi de Maçanet de Cabrenys, a la comarca catalana de l'Alt Empordà.